# Leptopodidae
Leptopodidae Amyot & Serville, 1843, è una piccola famiglia di Insetti dell'Ordine dei Rincoti (Sottordine Heteroptera, infraordine Leptopodomorpha), comprendente 37 specie diffuse prevalentemente in Asia e Oceania.

## Descrizione
Sono di piccole dimensioni, con corpo lungo 2 mm e dall'esoscheletro delicato. Il tegumento mostra brevi processi spinosi sul pronoto, da cui deriva il nome anglosassone di questa famiglia, spiny shore bugs ("cimici spinose delle rive"), e 4-6 setole cefaliche.
Il capo è provvisto di due ocelli ed occhi grandi e prominenti. Le antenne sono lunghe e sottili e il rostro è breve e non oltrepassa il prosterno. Il pronoto è ampio e sovrasta il mesonoto. Le zampe hanno tarsi di tre segmenti. Nelle specie più rappresentative, i Leptopodinae, la venatura delle ali anteriori delimita due cellule nel corio e quattro nella membrana.

## Habitat
I Leptopodidae sono insetti predatori semiacquatici, frequenti sulle rocce presso i torrenti o talvolta anche in ambienti secchi. Sono diffusi prevalentemente nelle regioni tropicali e subtropicali dell'Africa, dell'Asia e dell'Australia, ma la famiglia nel complesso è cosmopolita.

## Sistematica
La famiglia si suddivide in due sottofamiglie, Leptopodinae e Leotichiinae, alle quali si aggiunge la sottofamiglia Leptosaldinae, comprendente specie fossili. Altri schemi tassonomici distinguono i Leotichiinae in una famiglia a parte .
In Italia e nelle isole sono presenti le seguenti specie:
- Erianotus lanosus
- Leptopus hispanus
- Leptopus marmoratus
- Patapius spinosus